# Blattschraube (Technik)

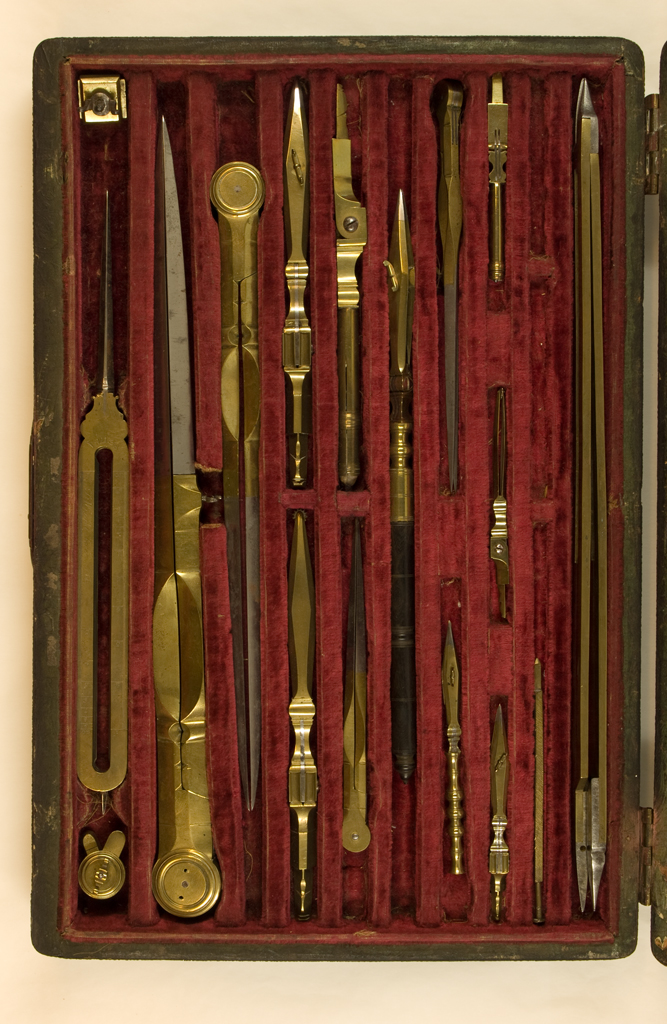
Ein Reißzeugbesteck von ca. 1750, bei dem der auswechselbare Zirkelschenkel mit einer kleinen Blattschraube gehalten wird

Eine Blattschraube ist eine Schraube, deren Kopf zu einem gerade weitergeführten 'Blatt' abgeflacht ist. Dieses wird entweder als Griff bei durch Hand angezogene Schrauben (z. B. Ligatur) oder mit Löchern versehen als (eindimensional verstellbares) Befestigungselement benutzt. Während Blattschrauben zur Handbedienung das Blatt zum besseren Drehen mittig und breit angeformt haben, wird bei Blattschrauben mit Löchern als Verbindungselement das Blatt häufig als Verlängerung der Außenkante ausgeschmiedet, um eine flache Auflage für zu befestigende Bauteile zu erhalten.

## Geschichte
Schon bei historischen Werkzeugen und Konstruktionen, die eine Verstellmöglichkeit hatten, wurden Blattschrauben als schmiedetechnisch einfach und preiswert herzustellendes Konstruktions- bzw. Bedienelement benutzt, wobei es noch keine Ausdifferenzierung zur Flügelschraube gab. Noch in den 1950er Jahren war die Blattschraube als von Hand zu betätigendes Feststellelement in der DIN definiert, danach wurde die Rändelschraube als günstiger produzierbares und allseitig gleich gut greifbares Bauelement vorherrschend.

## Manuelle Variante

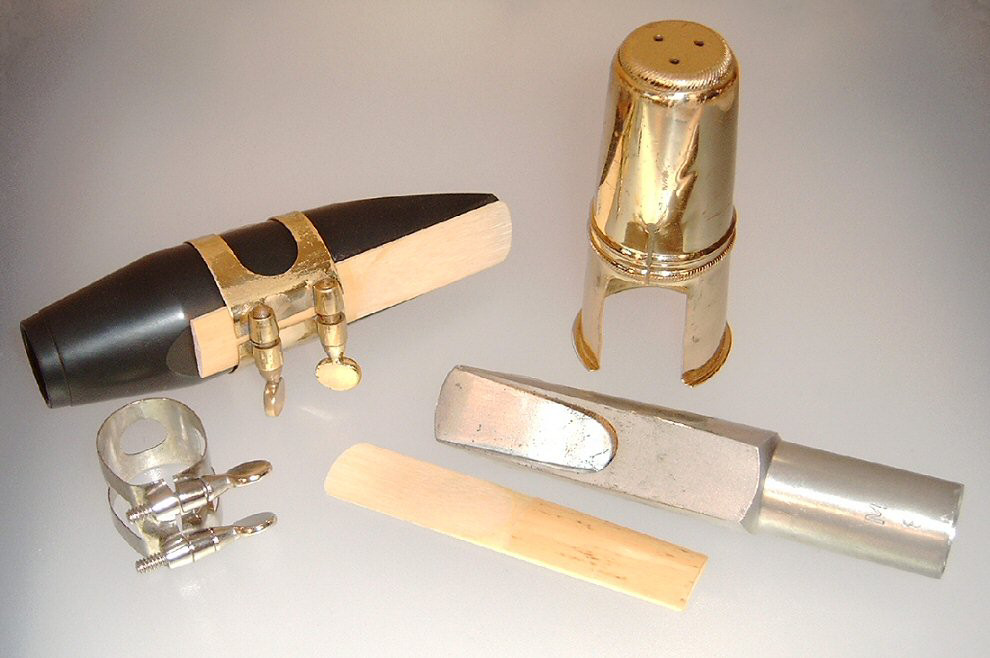
Saxophon-Mundstück mit Blatthalter und den Namen gebenden Blattschrauben in Schmuckausführung

Eine Blattschraube als handbedientes Einstell- oder Befestigungselement hat ein möglichst breit ausgeformtes Blatt, wie es beispielsweise gut bei den Musikinstrumenten zu sehen ist. Durch den vergrößerten Abstand zur Drehachse erzielt man ein höheres Drehmoment bei gleichem Kraftaufwand. Im Gegensatz zu Flügelschrauben haben sie ein ungeteiltes, eventuell leicht eingekerbtes Blatt.
Ein Sonderfall sind die Sargdeckelschrauben, die als handbedientes verziertes Verschlusselement ebenfalls funktionell Blattschrauben sind.

## Konstruktionsvariante
Bei der Blattschraube als Konstruktions- und Befestigungselement hat diese ein oder mehrere Löcher, um darüber ein weiteres Bauteil an dem Bauteil, in dem sie selbst eingeschraubt ist, zu befestigen.

## Abgrenzung
Von den (konstruktiven) Blattschrauben zu unterscheiden sind die Ringschrauben, bei denen der Schraubenhals zu einem Ring gebogen wird, und die Ösenschraube, bei der der Kopf zu einem Ring geschmiedet bzw. ein Ring angeschweißt wird. Beide Formen können in Lochachsenrichtung größere Biegekräfte aufnehmen als die horizontal flache Blattschraube.